# Cerámica de Paterna

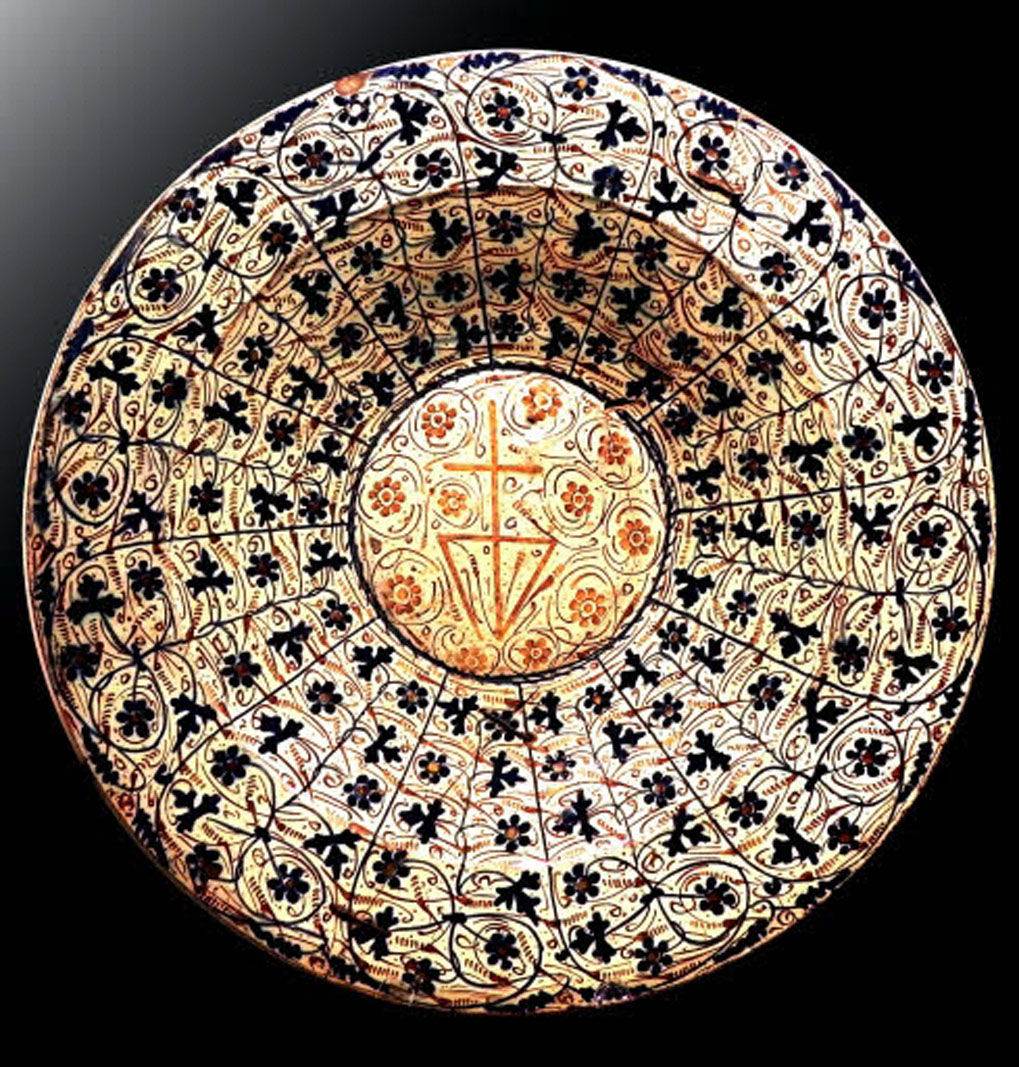
Plato de reflejo dorado de la serie azul de finales del, con decoración de «hoja de perejil», muy similar a otros realizados en Manises, conservado en el Museo de Cerámica de Barcelona.

La cerámica de Paterna, elaborada en la población de Paterna en la comunidad Valenciana, tuvo grandes épocas de esplendor en su producción, entre las que destaca la cerámica tipo mudéjar, también llamada hispano morisca que se fabricó entre los siglos XIII al XVI. De entre los diversos tipos sobresale la cerámica verde y manganeso (óxidos de cobre y manganeso) sobre fondo blanco vidriado, la de reflejos metálicos también llamada loza dorada y la de la serie azul. La técnica de la loza dorada, aunque no se encuentra probado por medios de documentos, se cree que pasó de Málaga a territorio valenciano a principios del siglo XIV. Al cabo de poco tiempo ya había un estilo propio totalmente asentado en los alfares de la zona, principalmente Paterna y Manises.

## Historia
Paterna situada muy cercana de Valencia y a orillas del río Turia, fue conquistada por Jaime I de Aragón en el año 1237, tras ello fue donada como señorío según el Llibre del Repartiment de Valencia al noble aragonés Artal de Luna, este nuevo señor protegió la fabricación de la cerámica, —elaboración que hasta entonces ya tenía como ocupación mayoritaria dicha población— con lo que consiguió grandes beneficios de impuestos sobre las ventas realizadas. Después de la conquista de Valencia ocurrida al año siguiente de la de Paterna, el rey Jaime I también favoreció a los musulmanes que practicaban la cerámica por medio de un decreto según el cual «prohibía a judíos y cristianos que utilicen los hornos árabes», por lo que obtuvieron durante los siglos XIII al XV la exclusiva de la producción de «obra de tierra», aunque a partir del siglo XIV ya se encuentran alfareros con nombres de cristianos.
Dos barrios de Paterna fueron lo que se ocuparon de albergar a los artesanos. El de «les Oleries Xiques o Menors» que se encontraba situado al sur de la población, en extramuros y cercano a las terrazas aluviales del río Turia y el de «les Oleries Majors» algo más alejado del pueblo en la parte oeste. Ambos disponían de abundante agua y arcilla. Según las diversas excavaciones efectuadas hasta el año 2005, se habían encontrado 34 alfarerías, 24 grandes hornos y 28 hornos pequeños que se utilizaban para la loza dorada.
En el siglo XVI la producción entró en declive por la gran competencia que recibió de la población vecina de Manises, sobre todo en la fabricación de cerámica de reflejos metálicos.
Gran cantidad de la cerámica de Paterna fue encontrada gracias a unas excavaciones del año 1907, dirigidas por el investigador de cerámica valenciana Manuel González Martí, en un lugar cercano a la ciudad de Paterna conocido como «El Molino del Testar», parte de este descubrimiento se expone en el Museo Nacional de Cerámica y de las Artes Suntuarias González Martí de Valencia, en el Museo de Cerámica de Paterna y otra parte fue adquirida por la Junta de Museos de Cataluña y se conserva en el Museo de Cerámica de Barcelona.

## Producción

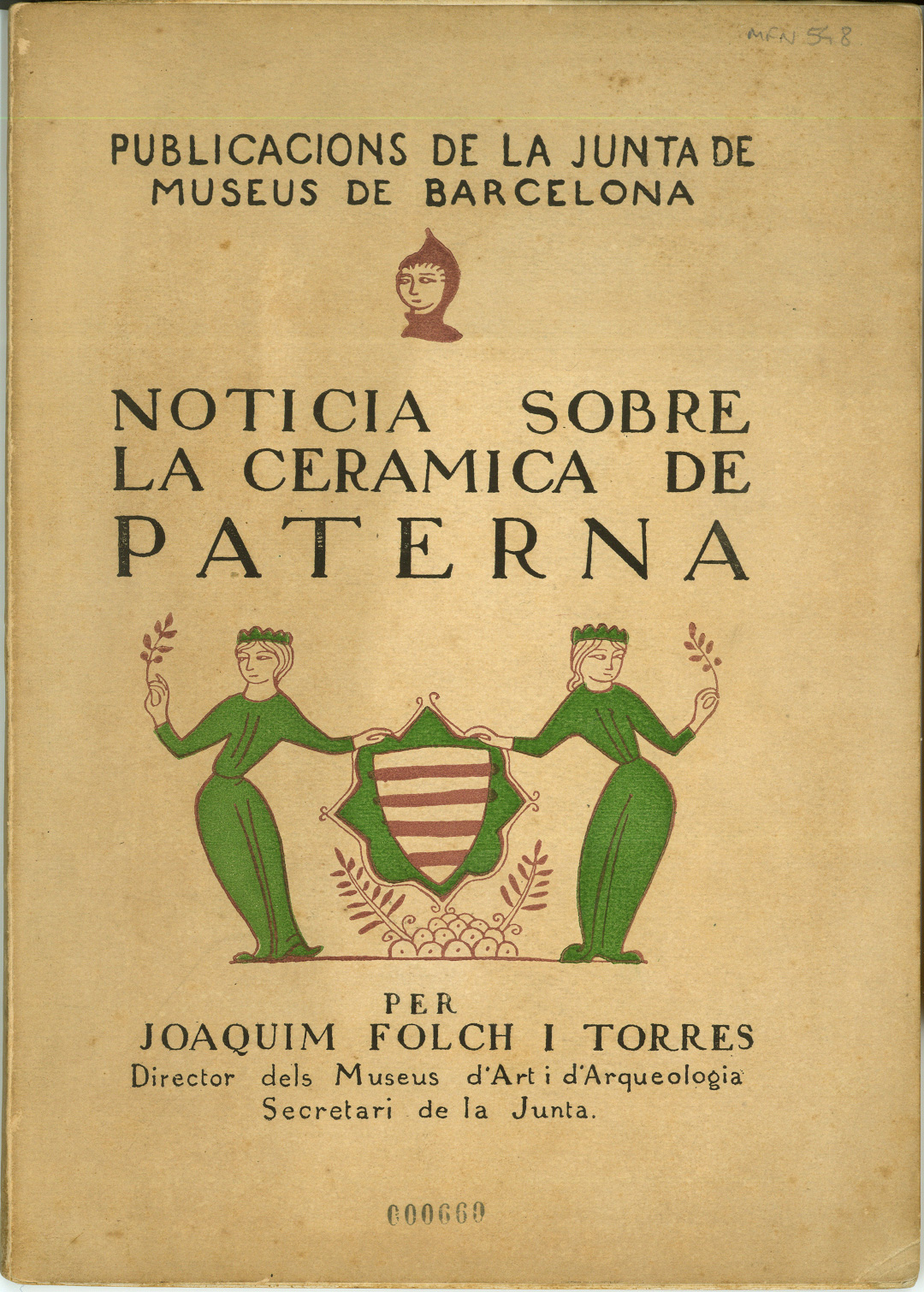
Portada de un libro dedicado a la cerámica de Paterna, publicado en 1921.

A mediados del siglo XIII, se fueron abandonado las vajillas usuales de madera por las de cerámica. En seguida los nuevos señores se convirtieron en buenos clientes de los alfareros mudéjares y conforme avanzaba el tiempo, ya metidos en el gótico, el refinamiento de la nueva clase «burguesa», hizo que la producción de Paterna fuera solicitada desde diversos puntos del resto de la península ibérica. En los contratos medievales de encargos, según se puede leer, se especificaba el número de vasijas y el tiempo de entrega y muchas veces era el comprador el que presentaba la muestra de la decoración que quería además de la forma y tamaño, con la precisión que «debía ser de lo mejor y cuanto menos tan hermosa como la muestra». Las cerámicas se transportaban en barcas de sirga —barcazas arrastradas por bestias—, por el río Turia hasta llegar al puerto de Valencia, lugar de embarque para diversos puntos del Mediterráneo. Hasta ese momento el coste del embalaje y transporte era a cargo de los alfareros, las piezas se colocaban dentro de unas grandes tinajas conocidas como «guerres d'estibar escudelles» («jarras de estibar vajillas»).
Por diversas excavaciones realizadas a partir de la década de los años ochenta del siglo XX, se ha podido observar la situación de los alfares que estaban construidos en planta rectangular, alrededor de patios y continuos los unos de los otros. La distribución dentro de los talleres era por zonas de trabajo, la ocupada por los tornos, en el siglo XIII, estaba en los lados mayores de la planta rectangular y arrimada a los muros, los tornos se encontraban semienterrados dentro del suelo, en cuyo fondo había una piedra con un orificio donde se sujetaba el eje del torno. La colocación cambió hacía la mitad del siglo XIV, cuando los tornos se enterraron completamente en hoyos con forma cilíndrica, donde en el centro se sujetaba con mortero una piedra con un orificio para la sujeción del eje del torno, estos hoyos tenían una profundidad de unos 80 cm, donde el alfarero se encontraba sentado en el borde y con las piernas metidas dentro del mismo y así accionar con el pie el torno, con lo que tenía la comodidad de ir dejando las piezas realizadas, a nivel del suelo del taller, sin necesidad de moverse. Otros tornos encontrados pertenecientes al siglo XV, muestran un nuevo cambio, en esa época se montaron los tornos de banco construidos a nivel del suelo, enterrando solo la base con mortero que sujetaba a la vez la piedra horadada. Junto a los tornos había una pequeña pila excavada en el suelo para colocar la arcilla ya preparada, estas pequeñas balsas tenían la base un poco inclinada y una losa en la parte central, lo que permitía a la arcilla colocada en esa parte soltar el agua sobrante que pudiera tener.
En el patio exterior del taller, se realizaban los trabajos de lavado, decantado y remojo de las arcillas en grandes balsas, había otras de menor tamaño que era donde se amasaban y mezclaban las diferentes tierras. La trituración se hacía con rodillos o mazos y una vez remojada había un lugar especial para pisarla hasta conseguir la plasticidad suficiente para obrarla. En estos patios, en el lugar opuesto a las balsas, se encontrabana los hornos, normalmente había un gran horno para las primeras y segundas cocciones y otros hornos más pequeños empleados para la cocción de las lozas con decoración de reflejo metálico o doradas. La capacidad de estos hornos eran de medio metro cúbico, ya que las piezas realizadas con esta decoración solían ser obras pequeñas dedicadas al servicio de mesa o aseo personal.
En las primeras piezas de alfarería de Paterna los artesanos usaban una tierra del plano de Cuart de Poblet que mezclaban con greda y con légamo del río Turia que utilizaban como desengrasante, las tierras resultantes eran de dos clases: una gruesa que servía para loza de despensa y otra fina para vajilla. Su tipología es similar a la cerámica de Teruel con decorados de elementos geométricos relacionados con la cerámica califal de Córdoba. Las representaciones son figuras de personajes, así como diversos animales como perdices, conejos, ciervos, peces o dragones.

### Cerámica de «obra aspra»
La primera cerámica llamada «obra aspra» (obra áspera) no estaba recubierta por ningún esmalte y tenía una sola cocción. Con ella, las vasijas que se realizaban eran jarras, vinateras, aceiteras, cazuelas, candiles o tinajas mayores para guardar el grano, estas mismas piezas de tinajas mayores servían también para el transporte de las escudillas y platos para su venta. Las ordenanzas mandaban que debían llevar «la marca del alfarero e ir recubiertas de pez, que se traía de Castilla», las que se utilizaban para el «embalaje de cerámica tenían que ir recubiertas de esparto». Pocas piezas tenían decoración aunque algunas, especialmente las jarras presentan unas líneas en zig zag de color oscuro realizado con óxido de manganeso.

### Cerámica esmaltada

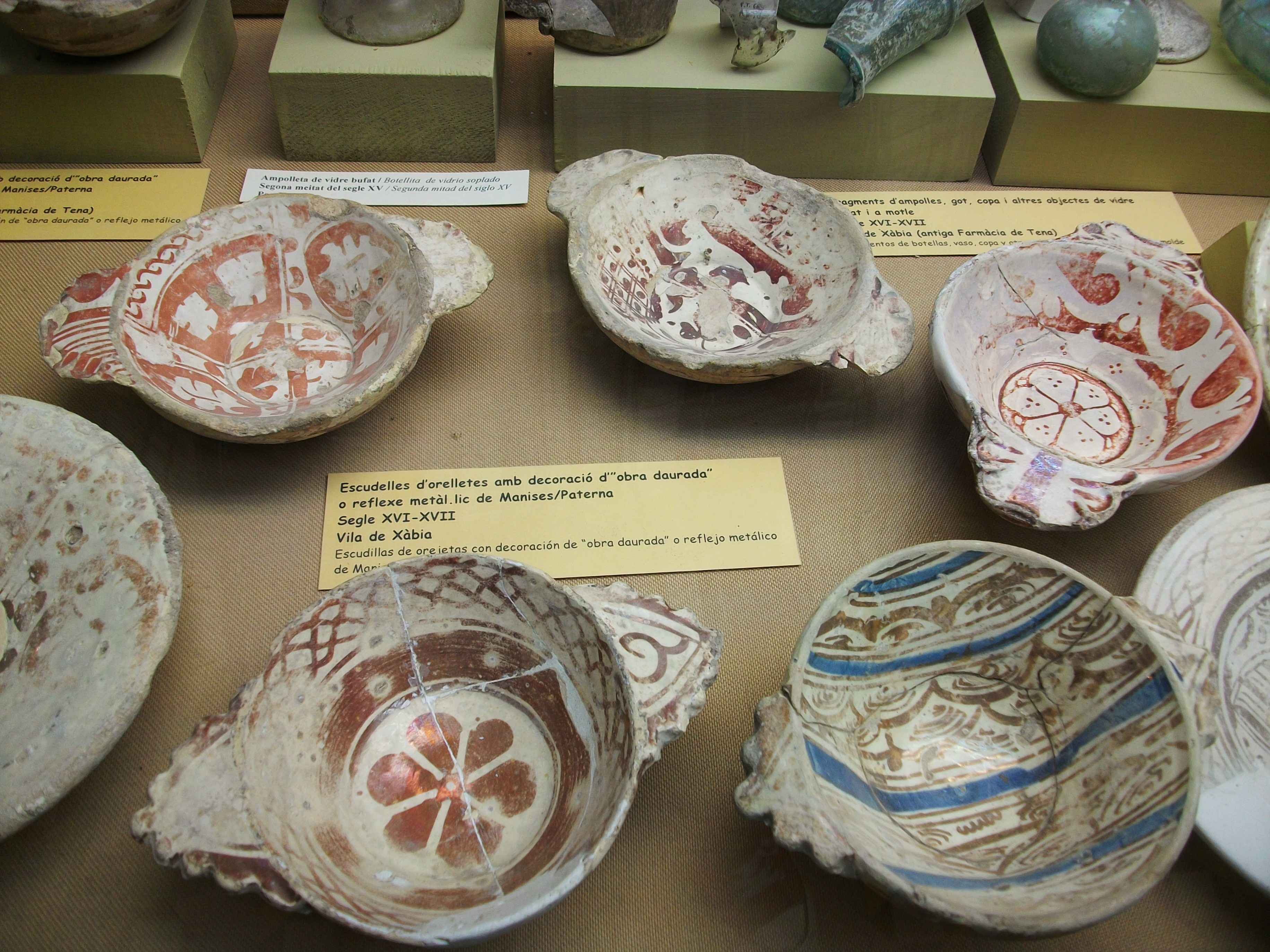
Escudillas de orejetas con de loza dorada o reflejo metálico procedentes de Paterna / Manises. -.

Esta cerámica es la que una vez pasada por el horno recibía una cobertura de esmalte de fondo que le proporcionaba el color blanco y en el que para lograrlo intervenía el estaño, sobre el cual se realizaban los motivos ornamentales con óxidos metálicos antes de una nueva cocción. Los colores fueron variando, de finales del siglo XIII hasta mediados del siglo XIV que se utilizó el azul de óxido de cobalto, mientras que en las últimas producciones hasta principios del siglo XV se utilizó los reflejos metálicos. Esta cerámica tenía las formas conforme a la necesidad de la vajilla de mesa: platos llanos, escudillas con orejetas, cuencos, fuentes de paredes altas y jarras de diversos tipos.
Durante esta época la cerámica fue adquiriendo un marcado estilo gótico mezclado con elementos añadidos islámicos. Los artesanos en su mayoría eran musulmanes conversos o no, que trabajaban en pequeños alfares familiares y seguían apegados a sus orígenes, se cree que provenían sus modelos y técnica de la realizada en Málaga, sus obras raramente se encuentran firmadas y si lo hacen es como una especie de marca para no confundir las piezas en los hornos comunales. La producción de Paterna fue imitada en otros talleres del resto de la península, así como en reinos más alejados principalmente italianos, donde intentaron imitar el reflejo dorado y los motivos decorativos. Este tipo de cerámica es llamada en Italia de la «familia italo-morisca» donde los temas y la técnica empleada fue inspirada en la cerámica dorada española y que trataba de imitar usando el manganeso y coloreando las superficies en color amarillo – naranjado.
- Técnica. El reflejo que se producía en Paterna y en Manises precisaba de tres cocciones, una de bizcocho, la segunda con el barniz estannífero y si se precisaba el azul de cobalto y la última a una temperatura de 600º efectuada en atmósfera de reducción sin oxígeno y con abundante humo, esta cocción era la que resaltaba el reflejo. La película metálica se efectuaba con una aleación de cobre y plata diluida en vinagre, esta mezcla, aplicada con pincel o pluma, quedaba adherida a la superficie de la pieza barnizada después de la última cocción y según la proporción de la plata o del cobre y la duración de la cochura se conseguía diferentes tonos de reflejos.[15][16] La cocción debía ser breve alrededor de unas tres horas y se usaba como combustible plantas ricas en hidrocarburos como el romero o la jara en general plantas aceitosas con el fin de potenciar la reducción. Una vez extraída la pieza del horno quedaba enmascarada por el humo lo que obligaba a una limpieza de lavado para comprobar la calidad de la obra.[17]

### Serie verde y manganeso

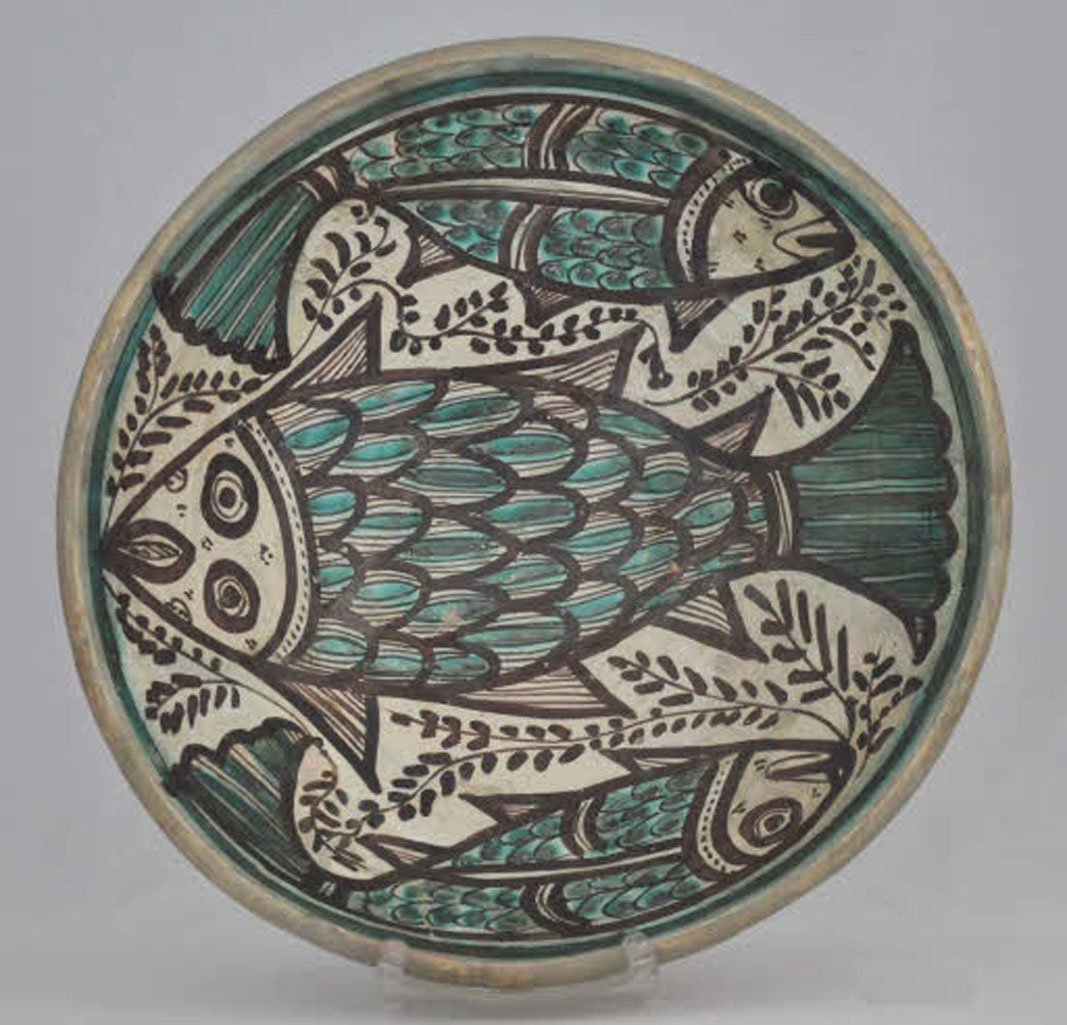
Fuente con decoración zoomorfa y complementos vegetales. Paterna, siglos XIII-XIV.

La bicromía del verde y morado, producida por los óxidos de cobre y manganeso, tiene su origen documentado en Mesopotamia desde inicios del siglo IX y se difundió con rapidez por todo el mundo árabe, llegando a la Península Española con los alfareros del califato de Córdoba en el siglo X.
En Paterna apareció hacia el siglo XIII. En los ejemplares conservados tienen especial personalidad los motivos decorativos, desde representaciones florales con palmetas o piñas, formando franjas o círculos, típicas en los originales egipcios y persas, hasta las zoomorfas: animales por lo general custodiados por el llamado árbol de la vida de origen persa y respetando un equilibrado eje simétrico. La figura humana se representaba con damas o guerreros rodeados por orlas de hojas, ramajes o los sencillos trazos en zigzag islámicos. Si los motivos eran sólo geométricos suelen venir acompañados de las llaves del Paraíso o de la mano de Fátima o Jamsa, símbolos de la felicidad y la sabiduría en el arte musulmán. También era muy común la decoración con epigrafías en árabe, a modo de «alafía» (bienestar/bendición). Entre las piezas de vajilla más representativas estaban las escudillas cóncavas o con un pequeño borde, las había llamadas «de pellizco» o «de monja» por estar sus bordes resaltados en forma de ondulaciones a base de presiones realizadas por los dedos de los alfareros y que se usaban como saleros, este tipo estaba muy extendido por la península y se podían encontrar en las alfarerías de Valladolid, Toledo o Manises.

### Serie azul
Las piezas con decoración azul, que sustituyeron a la verde y morada, se produjeron en Paterna durante el último tercio del siglo XIV por influencia de la cerámica malagueña. Las decoraciones cambiaron a líneas con ritmos más depurados, las figuras de animales están tratadas realistas pero con un trazado más lineal y estilizado, aparecieron también las figuras humanas representadas en forma de bustos. Una de las piezas más fabricadas fueron los albarelos, que ya se habían realizado en menor cantidad durante la serie anterior verde y morada, estas piezas además de ser usadas para medicamentos, también se utilizaban en los hogares para guardar las especies. A finales de este mismo siglo se exportaron a Italia piezas fabricadas con reflejo metálico y con motivos decorativos muy minuciosos. A principios del siglo XV se incorporaron nuevos motivos religiosos como el «Ave María», «JHS», «Gracia Plena», escudos heráldicos o hojas de perejil y de hiedra.

## Socarrat
En el siglo XV se inició la fabricación de la cerámica más característica de Paterna, los socarrats, piezas cuadradas o rectangulares y de bastante grueso (unos 3 centímetros), realizadas especialmente para la decoración de techos y que se colocaban entrevigados. Se realizaban —al no tener que entrar en contacto con el agua—, con una sola cocción y sin vidriar, por la altura en la que se colocaban que mantenían una distancia bastante grande del punto visual, los dibujos fueron hechos con trazos gruesos y normalmente en bicolor el negro de óxido de manganeso y el rojo de óxido de hierro sobre una ligera capa blanquecina del fondo con blanco de plomo. El temario pictórico varía desde el geométrico al vegetal con diferentes clases de hojas o del bestiario a escenas figurativas humanas. En el siglo XVI se realizaron nuevos tipos con la utilización de moldes con figuras en relieve y pintadas con rojo y negro pero sin ninguna pintura en el fondo.

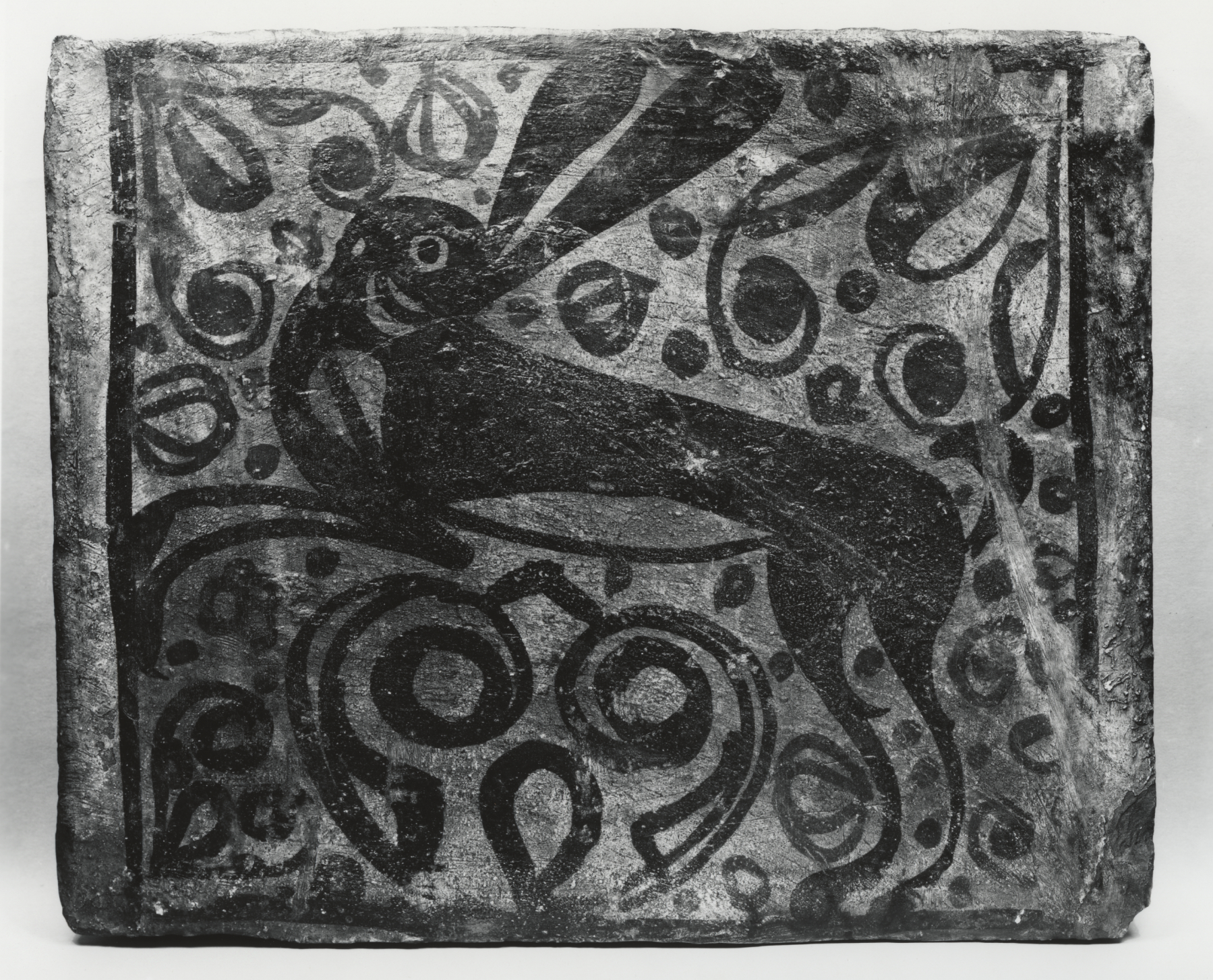
Socarrat con una liebre (hacia 1513). Procedente de la Casa del Delme de Paterna, fue adquirido en 1958 por el Walters Art Museum.
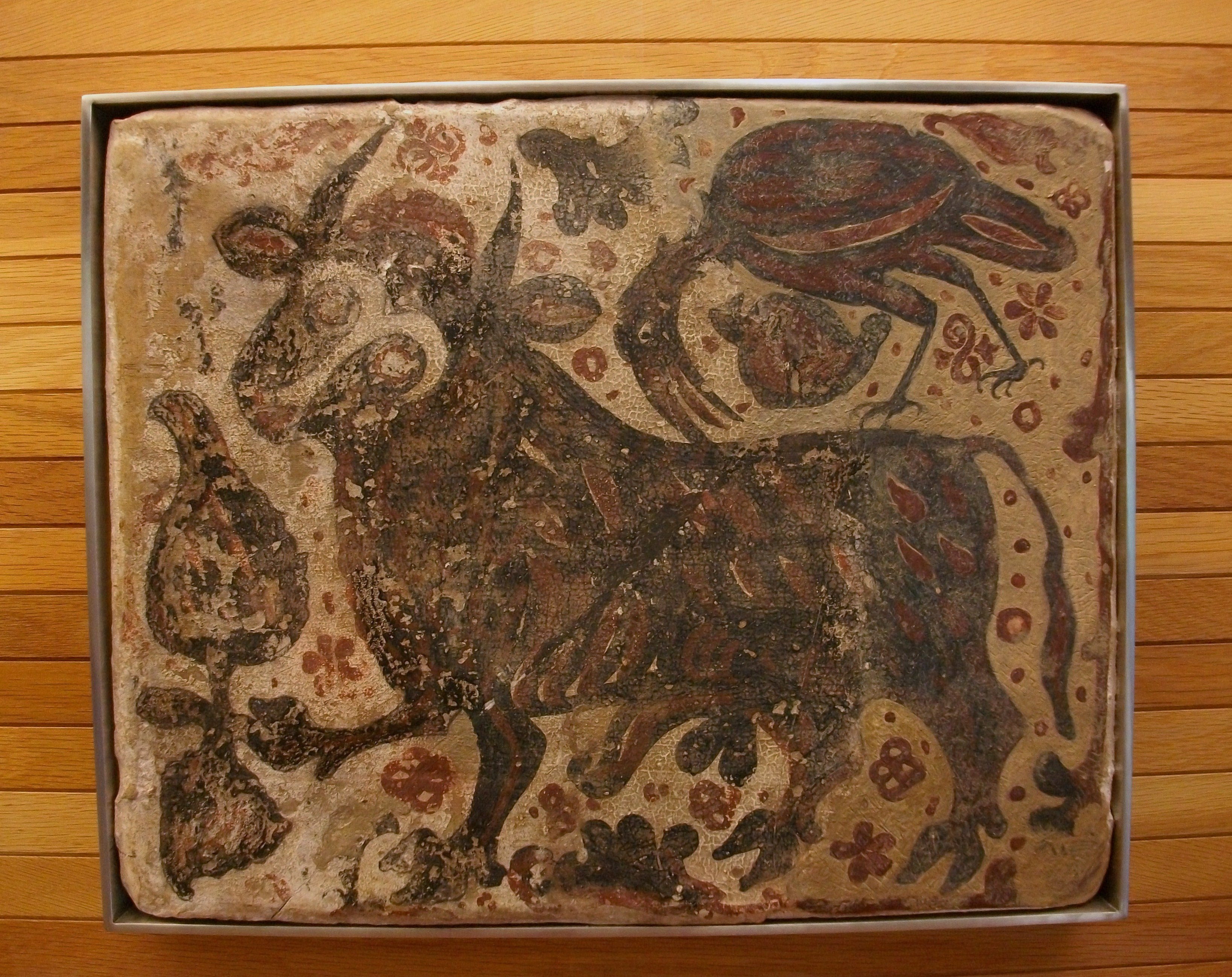
Socarrat del Museo de Bellas Artes de Castellón  mostrando un toro, una garcilla bueyera y un tulipán.
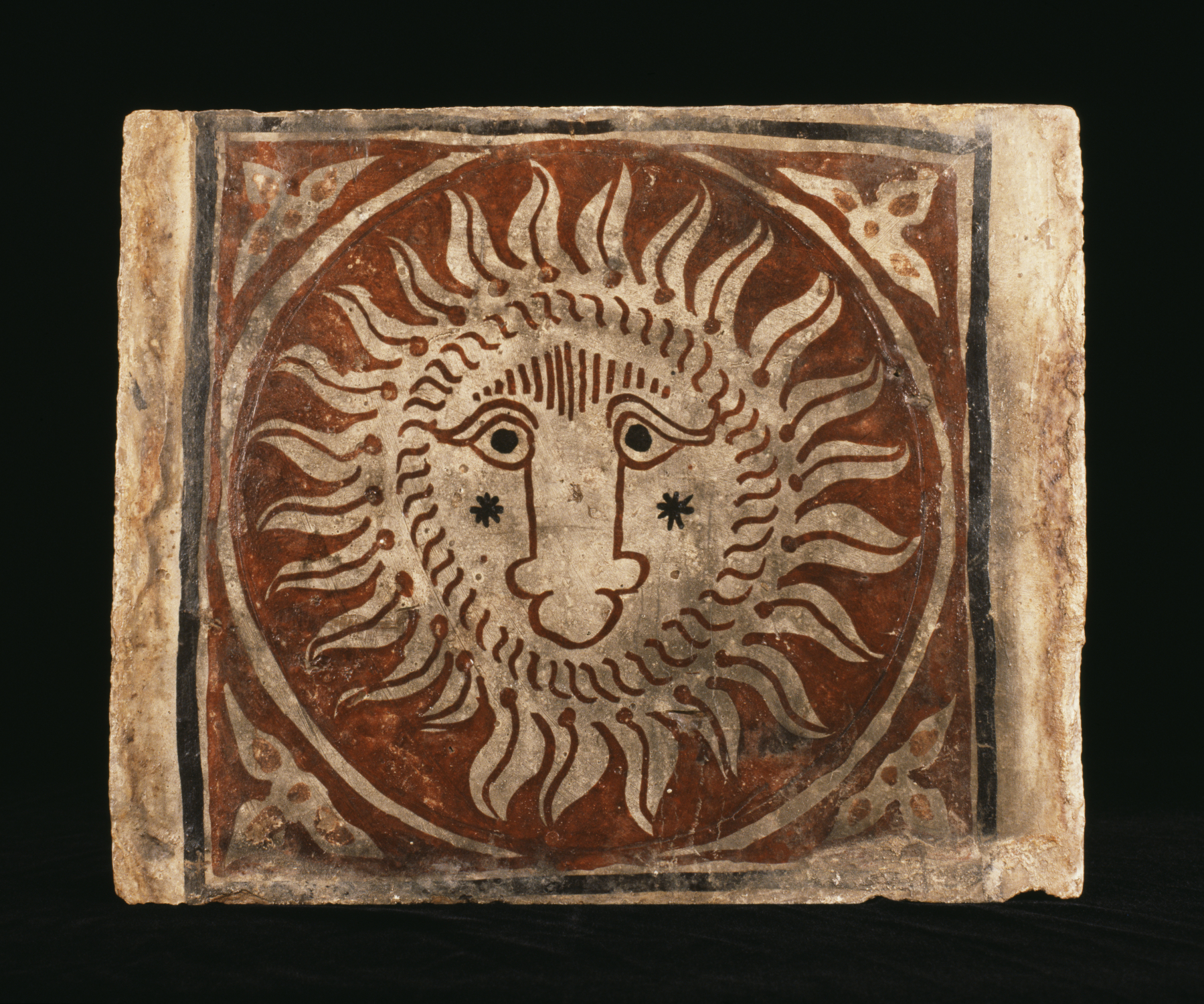
Socarrat de Paterna datado entre 1490 y 1550. En el Walters Art Museum, y antes en la colección de William Randolph Hearst.
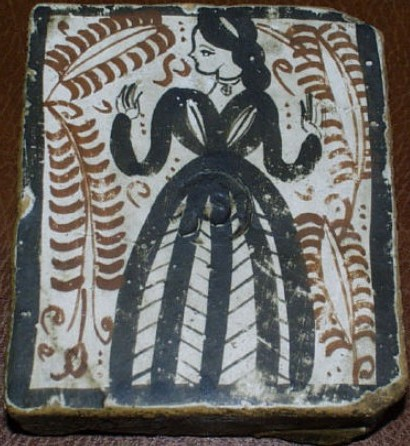
Socarrat con dama. Museo Nacional de Cerámica y de las Artes Suntuarias González Martí.